# Sokół białogardły
Sokół białogardły (Falco rufigularis) – gatunek ptaka z rodziny sokołowatych (Falconidae). Nie jest zagrożony wyginięciem.
SystematykaWyróżniono trzy podgatunki F. rufigularis:
- F. rufigularis petoensis – Meksyk do zachodniego Ekwadoru.
- F. rufigularis rufigularis – wschodnia Kolumbia przez Gujanę, Surinam, Gujanę Francuską i Trynidad do południowej Brazylii i północnej Argentyny.
- F. rufigularis ophryophanes – wschodnia Boliwia do południowej Brazylii, Paragwaju i północnej Argentyny.

Ważność podgatunku ophryophanes bywała czasami kwestionowana. Populację z północnego krańca zasięgu wydzielano niekiedy do podgatunku petrophilus.
Rozmiary i wyglądDługość ciała 23–30 cm; rozpiętość skrzydeł: samce 56–58 cm, samice 65–67 cm. Masa ciała 108–242 g, średnio 148 g.
Ciemny wierzch ciała i czarny kaptur. Na gardle kremowa plama, łącząca się z taką samą półobrożą. Spód ciała czarny z delikatnymi białymi prążkami. Nogawice i podogonie rdzawe.
Zasięg, środowiskoAmeryka Północna i Południowa – od Meksyku do północnej Argentyny. Głównie nizinne tereny zadrzewione i obrzeża lasów.
Tryb życiaCzęsto spotykany w parach; czatuje na eksponowanych gałęziach lub wierzchołkach drzew. W szybkim locie gwałtownie uderza skrzydłami, chwyta w powietrzu owady, drobne ptaki i nietoperze.
RozródGnieździ się w naturalnych szczelinach drzew, dziuplach dzięciołów czy papug, w starych gniazdach trogonów umiejscowionych w termitierach, na klifach lub w szczelinach budynków. W lęgu 2–4 jaja o białej skorupce gęsto nakrapianej żółtobrązowymi i czerwonobrązowymi wzorami. Inkubacja trwa 4–7 tygodni. Samiec poluje i dostarcza pożywienie wysiadującej, a potem opiekującej się pisklętami samicy. Młode są opierzone po 35–40 dniach od wyklucia.
StatusMiędzynarodowa Unia Ochrony Przyrody (IUCN) uznaje sokoła białogardłego za gatunek najmniejszej troski (LC – least concern) nieprzerwanie od 1988 roku. W 2019 roku organizacja Partners in Flight szacowała, że liczebność światowej populacji mieści się w przedziale 0,5–5,0 milionów dorosłych osobników. Trend liczebności populacji uznaje się za spadkowy ze względu na utratę i degradację siedlisk.